# پاتریشیا جا لی

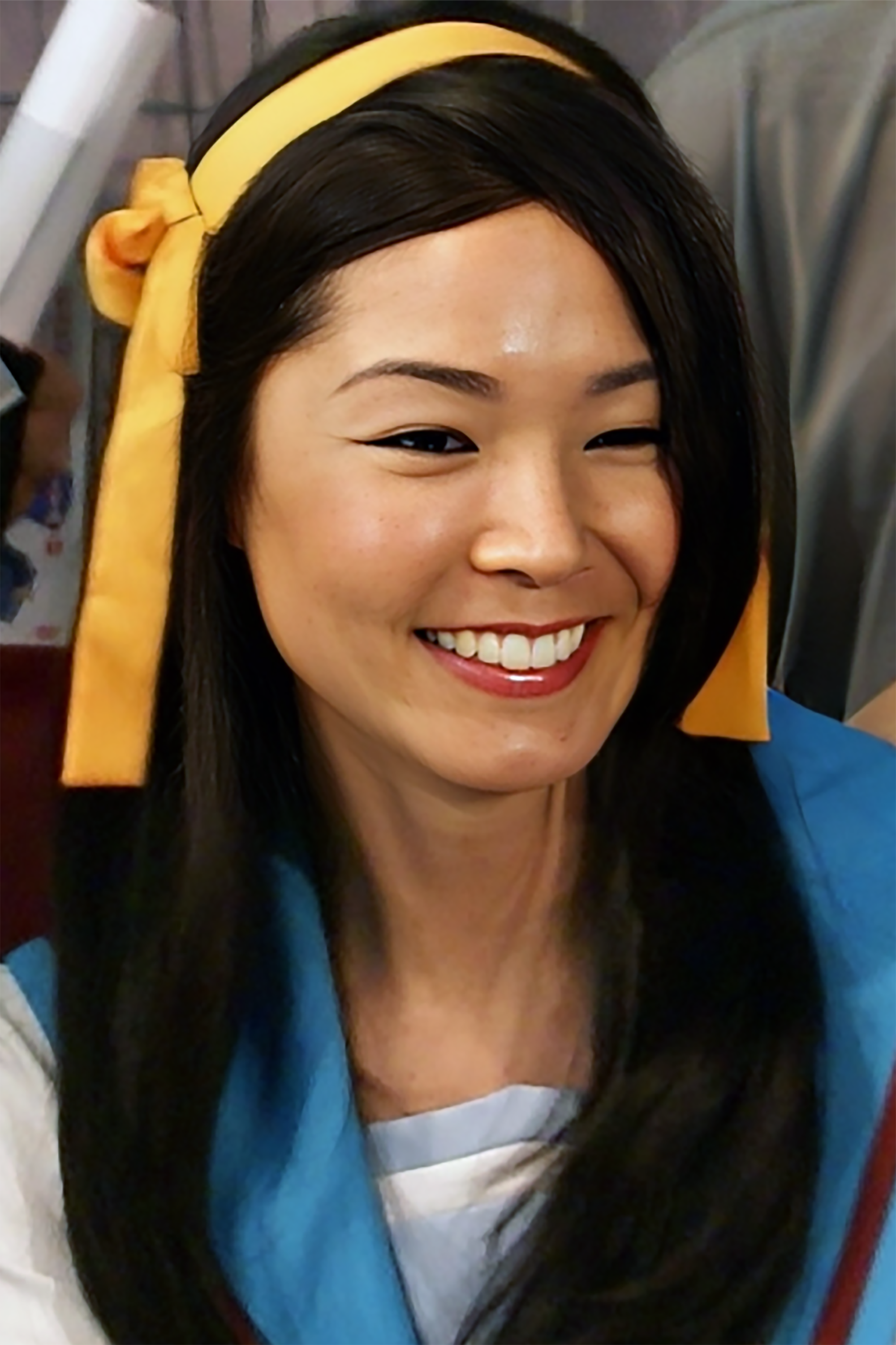
تصویری از پاتریسیا جا لی

پاتریشیا جا لی (انگلیسی: Patricia Ja Lee؛ زادهٔ ۱۹ ژوئیهٔ ۱۹۷۵) یک هنرپیشه و صدا پیشه اهل ایالات متحده آمریکا است.

## گزیدهٔ آثار

### سینما
- آکیرا (۱۹۸۸)

### تلویزیون
- کابوی بیباپ (۱۹۹۸)
- تجربیات سریالی لین (۱۹۹۸)

### بازی ویدئویی
- رزیدنت ایول: مزدوران ۳بعدی (۲۰۱۱)
- رزیدنت ایول ۵ (۲۰۰۹)
- رزیدنت ایول: تاریخچه آمبرلا (۲۰۰۷)